# Retrato de un africano
Retrato de un africano es una obra del renacentista flamenco Jan Mostaert.

## Descripción
El cuadro muestra la figura de un hombre con una chaqueta de terciopelo y una boina.
Si el retrato es de una persona real, puede ser la primera pintura de un hombre negro en pintura europea. El Rijksmuseum, que posee la pintura, afirma que podría ser Cristófolo el Moro, un arquero negro de la corte de Habsburgo del emperador Carlos I. Esta teoría podría estar apoyada por la placa de la Virgen de su gorra, la cual sería un recuerdo de un peregrinaje a Halle. También se ha afirmado que podría ser un miembro del séquito de Margarita de Austria, duquesa de Savoya de su corte en Malinas.

## Historia
El marchante Robert Norman la compró para el Rijksmuseum en junio de 2005 con apoyo de la Fundación Rembrandt. Se exhibió unos años en el Museo Boijmans Van Beuningen durante unas obras de renovación del Rijksmuseum.